# Najbolje od svega
Najbolje od svega je sedmi album hrvatskog glazbenog sastava Colonia koji sadrži 13 pjesama. Objavljen je 2005. godine.

## Popis pjesama
1. "Najbolje od svega"
2. "Nema nade"
3. "Time"
4. "Sad te ima sad te nema"
5. "Tako sexy"
6. "Meni treba ljubavi"
7. "Tako kratko te znam"
8. "Drugi čovjek"
9. "Padaju domine"
10. "Ni traga ni glasa"
11. "Varalico"
12. "Nema nade" (remix)
13. "Time" (remix)